# Unbeugsam (Buch)
Unbeugsam. Eine wahre Geschichte von Widerstandskraft und Überlebenskampf (Originaltitel Unbroken. A World War II Story of Survival, Resilience, and Redemption) ist die im Jahr 2011 von Laura Hillenbrand veröffentlichte Biographie über das Leben von Louis Zamperini (1917–2014). In Deutschland ist das Werk bei Klett-Cotta erschienen. Die amerikanische Originalausgabe wurde im Jahr 2010 von Random House veröffentlicht. 

## Inhalt
Das Sachbuch schildert unter anderem die Erlebnisse des US-Amerikaners Zamperini als Olympia-Läufer über 5.000 Meter bei den Olympischen Sommerspielen 1936 in Berlin. Als Bomberschütze, der einen Flugzeugabsturz einer Consolidated B-24 47 Tage lang auf einem Schlauchboot im Pazifik überlebte, wurde Zamperini in der darauf folgenden Kriegsgefangenschaft in Japan misshandelt und gefoltert. Im September 1945 konnte er in die USA zurückkehren.

## Rezeption
Der Band  wurde ein internationaler Bestseller und erhielt viele Auszeichnungen. Außerdem bildet er die Vorlage für den Film Unbroken (2014), der am 15. Januar 2015 in die deutschen Kinos kam. Im Jahr 2014 erschien eine neue Ausgabe des Buches mit dem Titel Unbroken. Die unfassbare Lebensgeschichte des Louis Zamperini. Für das Cover wurden Fotos aus dem Film verwendet. 2018 folgte der Film Unbroken: Path to Redemption, der auf den letzten Kapiteln des Romans basiert.

## Amerikanische Originalausgabe
- Unbroken. A World War II Story of Survival, Resilience, and Redemption. Random House, New York 2010, ISBN 978-1400064168.

## Deutsche Ausgaben
- Unbeugsam. Eine wahre Geschichte von Widerstandskraft und Überlebenskampf. Klett-Cotta, Stuttgart 2011, ISBN 978-3-608-94624-6. (Vergriffen)
- Unbroken. Die unfassbare Lebensgeschichte des Louis Zamperini. Klett-Cotta, Stuttgart 2014, ISBN 978-3-608-94892-9. (Broschiert und als E-Book)